# Tvärbaksmätarmygga
Tvärbaksmätarmygga (Thaumalea truncata) är en tvåvingeart som beskrevs av Edwards 1929. Tvärbaksmätarmygga ingår i släktet Thaumalea och familjen mätarmyggor. Arten är reproducerande i Sverige. Inga underarter finns listade i Catalogue of Life.